# Kit pszczeli

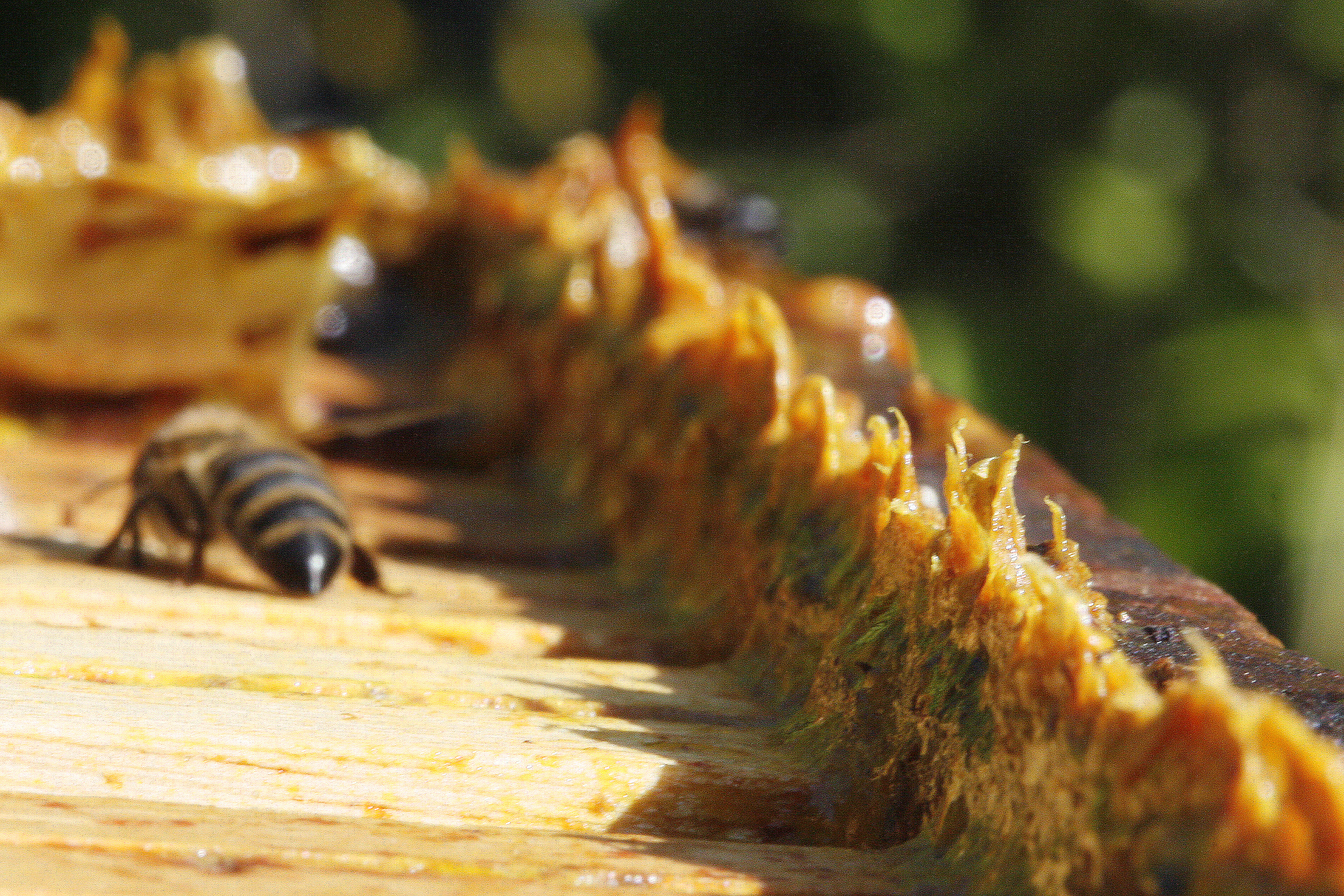
Kit pszczeli uszczelniający ściany ula

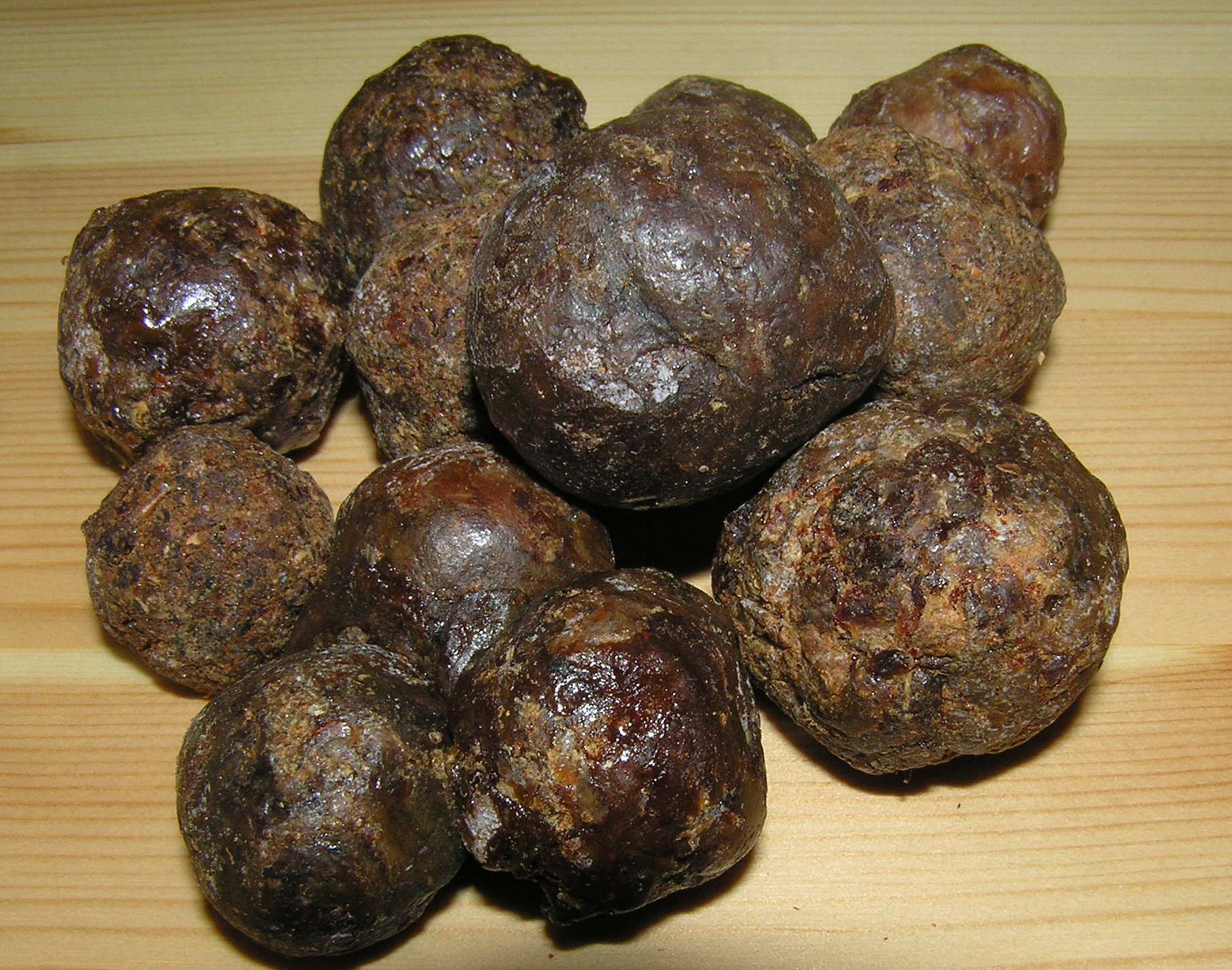
Gałki kitu pszczelego

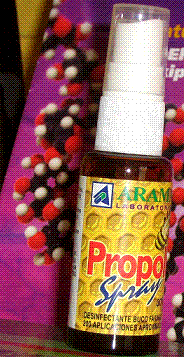
Roztwór kitu pszczelego w sprayu

Kit pszczeli, propolis (z gr. προ „przed“ i πόλις „miasto“) – mieszanina wydzielin pszczół lub os oraz substancji żywicznych obecnych w pąkach i młodych pędach drzew takich jak: topola (topola osika), brzoza, świerk, kasztanowiec i innych drzew oraz roślin zielonych.
Kit jest wytwarzany przez pszczoły lub osy i służy im głównie jako materiał uszczelniający ul oraz do zmniejszania niezbędnych w ulu otworów na zimę. Jest on stosowany do małych szczelin (maksymalnie do 6 milimetrów), a większe szczeliny są przeważnie wypełniane woskiem pszczelim. Jego kolor jest zależny od rodzaju materiału roślinnego, najczęściej ciemnobrązowy, rzadziej jasno brązowy, pomarańczowy, żółty, żółto-zielony lub czerwony. Rzadko występuje również w kolorze zbliżonym do czerni. Propolis w temperaturze powyżej 20 °C jest lepka cieczą, poniżej tej temperatury jest twardy i kruchy. Propolis może również służyć do konserwacji ciał martwych szkodników, które wtargnęły do ula (ryjówki, myszy), a których, ze względu na rozmiary, owady nie są w stanie usunąć na zewnątrz.

## Znaczenie i historia
Prawdopodobnie po raz pierwszy propolis był użyty przez starożytnych Persów lub Greków do opatrywania ran lub odkażania ran pooperacyjnych. Kit pszczeli stosowano do dezynfekcji ran w okresie drugiej wojny burskiej w południowej Afryce ok. roku 1900. Poza tym propolis jest lub był stosowany jako składnik lakieru do uszczelniania pęknięć na instrumentach smyczkowych, jako składnik gum do żucia czy składnik preparatów do konserwacji karoserii samochodowej.

## Skład i właściwości
Skład propolisu nie jest ustalony ponieważ silnie zależy od warunków środowiskowych i dostępnych źródeł roślinnych, Skład propolisu może być również zmienny w ciągu roku oraz w zależności od wielkości roju i jego stanu.
W kicie pszczelim znajduje się:
- około 50% nieprzetworzonej żywicy roślinnej
- około 30% sumarycznie: przetworzona żywica roślinna i mieszanina wydzielin pszczelich (wosku pszczelego)
- około 10% innych związków węglowodorowych, w tym: inne związki kwasowe, związki estrowe, eterowe i olejków eterycznych
- około 5% nieprzetworzonych pyłków kwiatowych
- około 5% sumarycznie: woda, białka, enzymy, inne związki biologicznie aktywne (np. hamujące wzrost roztoczy)
- śladowe ilości soli nieorganicznych i organicznych związków metali.

Niemniej jednak skład jest silnie zależny od wielu czynników i może się dynamicznie zmieniać.
Propolis stosowany jest tradycyjnie w przypadku szerokiego zakresu chorób i dolegliwości, jednak brakuje naukowych potwierdzeń skuteczności jego działania. Wyjątkiem jest określane jako prawdopodobnie korzystne działanie w leczeniu opryszczki wargowej oraz stanów zapalnych jamy ustnej.
Firmy farmaceutyczne produkują obecnie wiele parafarmaceutyków opartych na propolisie. Stosuje się go głównie pod postacią 3% lub 5% maści, tabletek lub roztworu alkoholowego. Preparaty te, w niektórych przypadkach mogą powodować objawy nadwrażliwości lub odczyny alergiczne.
Po roku przechowywania kit pszczeli traci częściowo swoją aktywność biologiczną, po dwóch latach nie wykazuje jej prawie wcale.